# لاريسا كوروبينيكوفا
لاريسا فيكتوروفنا كوروبينيكوفا (الروسية: Лариса Викторовна Коробейникова ؛ من مواليد 26 مارس 1987) لاعبة مبارزة روسية في مسابقة مبارزة السلاح ، بطلة أولمبية في الفريق الأولمبي لمدة 20 مرة و صاحبة الميدالية البرونزية الأولمبية الفردية 2021. حصلت على وسام «من أجل الاستحقاق للوطن» من الدرجة الأولى (2012).